# Biskupice (powiat częstochowski)
Biskupice – wieś w Polsce, położona w województwie śląskim, w powiecie częstochowskim, w gminie Olsztyn, u podnóża Gór Sokolich niedaleko Olsztyna. 
| SIMC    | Nazwa             | Rodzaj    |
| ------- | ----------------- | --------- |
| 0140497 | Kąty              | część wsi |
| 0140505 | Kolonia Chorońska | część wsi |
| 0140511 | Krzemionka        | część wsi |
| 0140528 | Nowe Biskupice    | część wsi |
| 1064775 | Okręcie           | część wsi |
| 0140540 | Stawki            | część wsi |

Pierwsza wzmianka na temat Biskupic pochodzi z 1306 roku. Miejscowość należała w tamtych czasach do biskupa krakowskiego Jana Muskaty, dlatego właśnie nazwa wsi pochodzi od słowa biskup. 
Przez Biskupice przebiega czarny szlak Barbary Rychlik i kończy się zielony szlak Choroński, od północy zaś biegnie zielony szlak Walk 7 Dywizji Piechoty. Przez miejscowość przebiega także szlak rowerowy – jest nim niebieski szlak Kacpra Karlińskiego, zielony okrężny wokół Olsztyna.
W latach 1954–1957 wieś należała i była siedzibą władz gromady Biskupice, po jej zniesieniu w gromadzie Olsztyn. W latach 1975–1998 miejscowość należała administracyjnie do województwa częstochowskiego.